# Uhřínov
Uhřínov (in tedesco Aurschinow) è un comune ceco situato nel distretto di Žďár nad Sázavou, nella regione di Vysočina.